# Ana Higueras
Ana Higueras (Madrid, 6 de mayo de 1944), es una cantante de soprano española.

## Familia
Proviene de una gran familia de artistas, es hija del escultor Jacinto Higueras Cátedra y sobrina de la soprano Lola Rodríguez Aragón y del director Modesto Higueras Cátedra.
También es nieta del escultor Jacinto Higueras, a quien rindió homenaje en la ciudad de Jaén.

## Biografía
Alumna prodigio, se inicia a los 14 años en el Real Conservatorio Superior de Música de Madrid.
En 1965, ganó el Concurso Internacional de Canto de Toulouse, en el Théâtre du Capitole.
Siendo soprano, trabajó en varias composiciones musicales, entre las que destaca Pablo Sorozábal.